# Mitterhütte
Die Mitterhütte bzw. die Mitterhüttenalm ist eine Alm in den Bayerischen Voralpen. Sie liegt im Gemeindegebiet von Kreuth.
Das Almgebiet befindet sich an den Südhängen des Schergenwieser Bergs unterhalb der Hochalm.
Die Alm ist bereits auf der Uraufnahme namentlich erwähnt.
Sie ist nur über Steige erreichbar, z. B. über die Hölleialm, jedoch führt ein Forstweg von Glashütte aus näher an die Alm heran.